# Asteronemataceae
Famille
Les Asteronemataceae sont une famille d’algues brunes de l’ordre des Scytothamnales. 

## Étymologie
Le nom vient du genre type Asteronema, dérivé du latin aster, étoile, et nema; « fil ; filament », en référence à l'aspect de l'algue « caractérisé par des filaments unisériés, ramifiés, dont les cellules présentent souvent des plastes groupés en étoile ».

## Liste des genres
Selon AlgaeBase (25 août 2017) et World Register of Marine Species (25 août 2017) :
- Asteronema Delépine & Asensi, 1975